# Еолско језеро
Еолско језеро, такође и дефлационо језеро, је тип ерозионог језера карактеристичан за пустињске и полупустињске пределе. Настаје издувавањем леса и песка радом ветра и формирањем благих улегнућа — депресија, које допиру до горње површине издани. Изданска вода том приликом испуњава басен и формира се језеро. У Африци, се називају „шотови“, веома су бројни и великим површина широм Сахаре. Најпознатији су Шот Џерид и Шот ел Ходна. У Азији око Каспијског језера називају се „такири“. Нека еолска језера се захваљујући померању дина и улегнућа „селе“ са једног места на друго и у средњој Азији их зову „баир“.

## Еолска језера у Србији
У Србији се оваква језера формирају у међудинским улегнућима (депресијама) из којих је ветар издувао слабо везани песак и лес до горње површине издани, тако да се вода појавила на топографској површини. На тај начин постала су Палић, Лудошко, Келебијско, Крваво и Слано. Сва набројена језера налазе се у Панонском делу Србије.
Палићко језеро је највеће еолско језеро у Србији. Налази се на северу Бачке, недалеко од српско-мађарске границе, у близини Суботице, на 102 m надморске висине. Смештено је у интерколинској депресији између песковитих дина Суботичко-бајске пешчаре и наслага леса Бачке заравни и захвата површину од 4,5 km2. Његова површина мења се током године. У близини језера нема река и извора а тај крај одликује се малом годишњом количином падавина. Језерска вода је зелено-жуте и мркожуте боје а провидност је веома мала. Језеро је дубоко 1,5–2 m. Воду добија подземним притицањем и падавинама.
Лудошко језеро је друго по величини еолско језеро у Србији. Налази се 4 km источније од Палићког, на додиру Суботичке пешчаре и Бачке лесне заравни. Смештено је у плиткој депресији меридијанског правца пружања, на 100 m надморске висине а захвата површину од 3,15 km2. Воду добија од издани а губи је исправањем и отоком (река Кереш). Између северног и јужног дела језера постоје разлике. Позната је орнитолошка станица, користи се за риболов и сечу трске.
Келебијско, Крваво и Слано језеро обрасла су бујном вегетацијом и подсећају на мочваре.